# Laccoporus nigritulus
Laccoporus nigritulus är en skalbaggsart som först beskrevs av Gschwendtner 1936.  Laccoporus nigritulus ingår i släktet Laccoporus och familjen dykare. Inga underarter finns listade i Catalogue of Life.